# 來待站

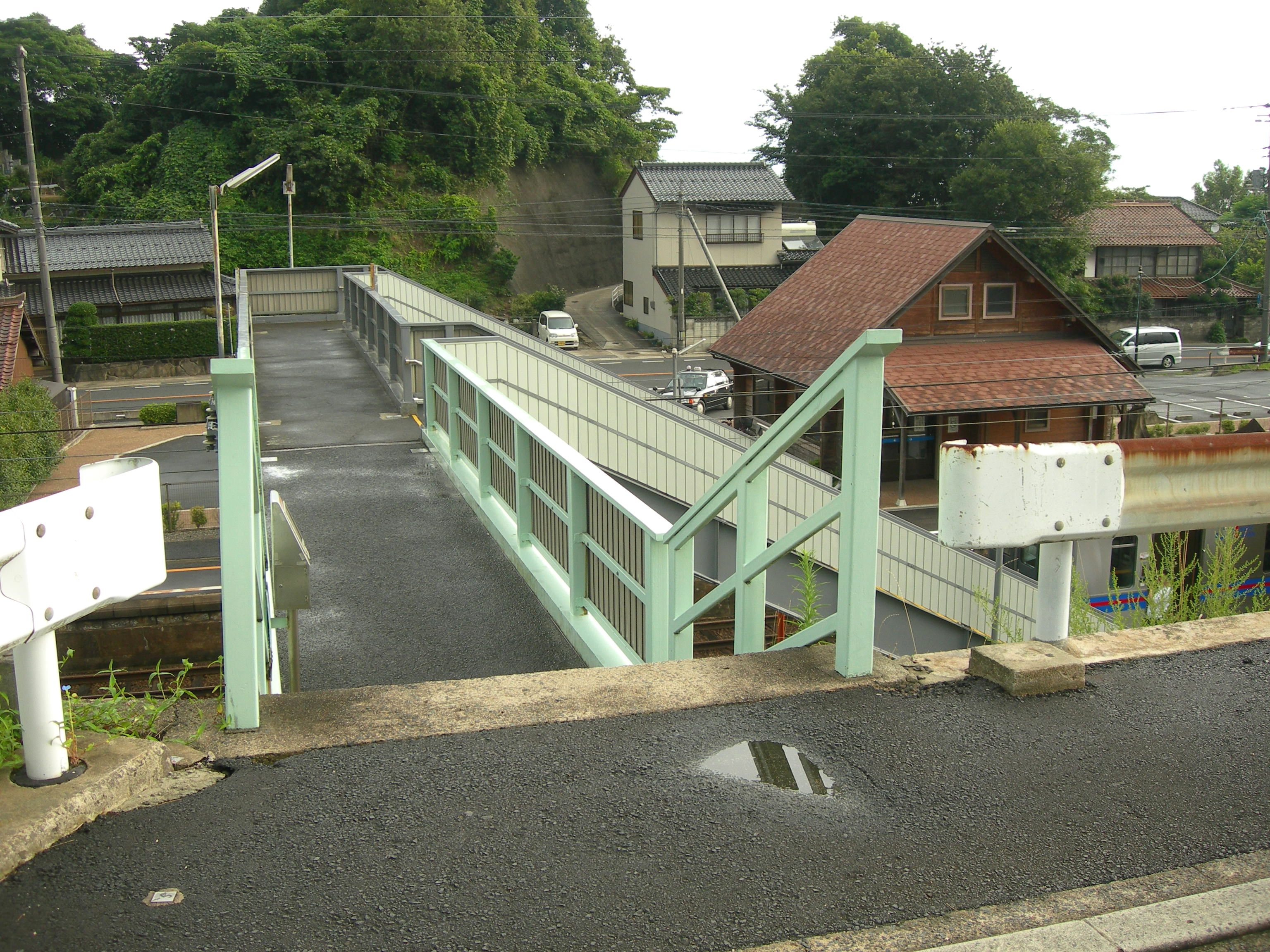
站房對面的車站出入口(2011年7月)

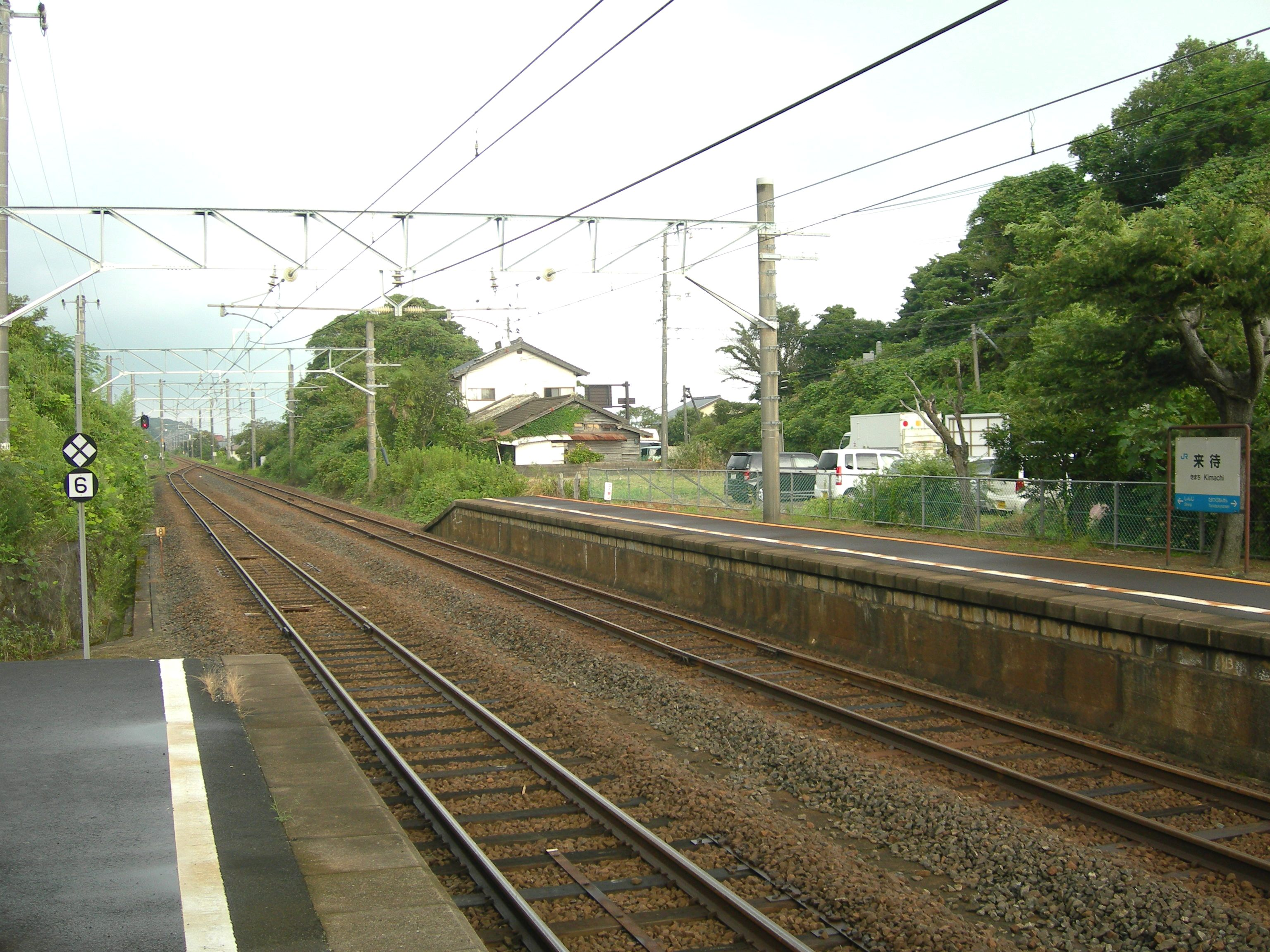
月台（2011年7月）

來待站（日语：／ Kimachi eki */?）是位於島根縣松江市宍道町東來待，屬於西日本旅客鐵道（JR西日本）的山陰本線車站。

## 歷史
- 1929年（昭和4年）12月25日 - 國有鐵道山陰本線湯町站（現時為玉造溫泉站）至宍道站之間開設此站。為客運和貨運車站。
  - 當時車站地址為島根縣八束郡來待村（日语：来待村）東來待。
- 1955年（昭和30年）4月3日 - 隨著宍道町（第二次）成立，車站地址為島根縣八束郡宍道町東來待。
- 1962年（昭和37年）10月1日 - 終止貨物起卸業務。
- 1987年（昭和62年）4月1日 - 伴隨國鐵分割民營化，車站由西日本旅客鐵道（JR西日本）營運。
- 2005年（平成17年）3月31日 - 隨著松江市（第二次）成立，車站地址為島根縣松江市宍道町東來待。
- 2009年（平成21年）11月29日 - 車站啟用80周年，舉行紀念儀式。
- 2016年（平成28年）12月17日 - 此站可以使用IC卡「ICOCA」[1][2]。設置IC卡專用簡易閘機。

## 車站構造
本站是地面車站，設有2面2線的相對式月台。此站至玉造溫泉站之間為雙線鐵路區間。站房位於上行月台旁邊，各月台之間設有跨線橋連接。車站對面的月台旁邊也設有出入口。
此站是由松江站管理的無人車站，站內設有自動售票機。此站曾設有乘車站證明票發票機，在設置自動售票機後撤走。

### 月台
| 月台 | 路線     | 上下行 | 方向             |
| ---- | -------- | ------ | ---------------- |
| 1    | 山陰本線 | 上行   | 松江、米子方向   |
| 2    | 山陰本線 | 下行   | 出雲市、濱田方向 |

## 使用狀況
以下為近年1日平均乘車人次列表：
| 乘車人次變化 | 乘車人次變化    |
| 年度         | 1日平均乘車人次 |
| ------------ | --------------- |
| 1984         | 237             |
| 1994         | 232             |
| 1999         | 199             |
| 2000         | 177             |
| 2001         | 156             |
| 2002         | 150             |
| 2003         | 131             |
| 2004         | 124             |
| 2005         | 125             |
| 2006         | 142             |
| 2007         | 164             |
| 2008         | 151             |
| 2009         | 146             |
| 2010         | 130             |
| 2011         | 144             |
| 2012         | 149             |
| 2013         | 159             |
| 2014         | 139             |
| 2015         | 141             |
| 2016         | 137             |
| 2017         | 134             |

## 車站周邊
- 松江警署（日语：松江警察署） 來待駐在所
- 来待郵局
- 國道9號
- 國道54號（日语：国道54号）

## 相鄰車站
西日本旅客鐵道
山陰本線
■快速（只有上行班次）
通過
■快速「Aqua快車」、■快速「鳥取快車」、■普通
玉造溫泉－來待－宍道

## 注腳
1. ↑  奧平真也. . 朝日新聞 (朝日新聞社). 2016-12-18: 晨報 島根版.
2. ↑  山陰線（出雲市～伯耆大山駅間）、伯備線（根雨駅、生山駅、新見駅）ICOCAご利用開始日・自動改札機ご利用開始日決定! （页面存档备份，存于） - 西日本旅客鐵道（2016年10月18日）
3. ↑  島根縣統計書

## 外部連結
- 來待｜車站資訊：JR出門網 - 西日本旅客鐵道